# ジアンナ・ベレッタ・モッラ
ジアンナ・ベレッタ・モッラ（イタリア語：Gianna Beretta Molla)は、イタリアのカトリックの小児科医で聖人。第4子を妊娠した際、致命的な結果を覚悟の上で、妊娠中絶と子宮摘出手術の両方を拒否した。モッラはカトリック教会の教えに従い、自分の良心に従い、援助を必要とする人を助けることを信条としていた。また、高齢者の慈善活動に力を入れ、カトリック・アクションに参加し、貧しい人や恵まれない人への支援活動であるビンセンシオ・ア・パウロ会も支援した。
モラの列福は1994年に行われ、10年後の2004年半ばにサン・ピエトロ広場で聖人として列福された。

## 生涯
ジアンナ・ベレッタは、アッシジの聖フランシスコの祝日である1922年10月4日にマジェンタで、聖フランシスコ第三修道会のマリア・デ・ミケリ（1887年頃-1942年5月1日）とアルベルト・ベレッタ（1942年9月1日没）の13人の子供の10番目に生まれた（成人まで生き残ったのは8人であった）。彼女の兄弟の一人に、神のしもべエンリコ・ベレッタ（1916年8月28日 –2001年8月10日）がいる。ベレッタの叔父はジュゼッペ・ベレッタ神父、親戚にはジョヴァンニ・バッティスタ・ベレッタ神父がいた。他の兄弟はジュゼッペ（司祭）、ヴァージニア、アマリア（1910 – 1937年1月22日）。彼女の洗礼式は10月11日にサン・マルティーノ聖堂で司式された。
彼女が3歳のとき、ベレッタ一家はベルガモに移り住み、そこで彼女は成長した。1928年4月4日に初聖体を受け、1930年6月9日にベルガモ大聖堂でルイジ・マリア・マレッリ司教から堅信を受けた。1937年、姉アマリアの死後、ベレッタ一家はジェノヴァに移り、クイント・アル・マーレ地区に住居を構え、そこで学校に通った。1941年10月にベレッタ一家がベルガモに戻りサン・ヴィジリオの母方の祖父母と暮らすまで、彼女は聖ペトロ教区で活発に活動、マリオ・リゲッティ大司教は彼女の霊的養成において積極的な役割を担った。1938年3月16日から18日まで、彼女は聖イグナチオの霊操を行ったが、1938年から1939年にかけて、体調を崩し、勉強を中断した。
1942年、彼女はミラノで医学の勉強を始めた。学業以外では、カトリック・アクションで活躍した。1949年11月30日、ベレッタはパヴィア大学で医学博士号を取得し、1950年には故郷に近いメセロに診療所を開設し、小児科を専門とした。ベレッタは、ブラジルの宣教師である兄ジュゼッペのもとに行き、貧しい女性に婦人科の診療を提供したいと考えていたが、慢性的な体調不良のため、それは現実的なことではなく、彼女は診療を続けた。1952年7月7日からは、ミラノ大学で小児科を専攻した。1954年12月、エンジニアのピエトロ・モッラ（1912年–2010年4月3日）と出会い、翌4月11日に婚約した[1]。その後2人は1955年9月24日にマジェンタのサン・マルティノ教会で結婚した。二人は新婚旅行でサン・ピエトロ広場を訪れたという。モッラは4人の子供を産んだ。   
1961年、4人目の最後の妊娠2カ月目に、子宮に線維腫を発症した。中絶、子宮全摘出、子宮筋腫のみの摘出という3つの選択肢を医師から提示された。
モラは、子供の命を守りたいという思いから、筋腫の切除を選択した。自分の命よりも子供の命の方が大切だと医師に告げた。1962年4月21日の聖土曜日の朝、モッラは病院に送られ、4人目の子供であるジアンナ・エマヌエラを帝王切開で出産した。しかし、モッラには激痛が続き、出産から1週間後の4月28日の復活祭土曜日の朝に敗血症性腹膜炎で亡くなった。2017年現在、娘のジアンナ・エマヌエラはまだ生きており、老年医学の医師である。
夫であるピエトロ・モッラは1971年4月に伝記を書いて、子供たちに捧げた。彼はよくジャンナ・エマヌエラに、ジアンナの選択は愛する母であると同時に医師としての良心の選択であったと語っていた。

## 列聖
1972年11月6日、ミラノのジョヴァンニ・コロンボ大司教が列福の手続きを開始し、1978年4月11日、コロンボ大司教と16人の司教が教皇パウロ6世に列福の手続き開始を求める請願を提出し、一歩前進した。
1980年3月15日、教皇ヨハネ・パウロ2世のもとで列福の手続きが開始され、モッラは神のしもべと称されるようになった。カルロ・マリア・マルティーニが1980年6月30日から1986年3月21日まで認知調査過程を主宰し、この段階ですべての書類が検査のためにローマに送られた。列聖省は、このプロセスが適切な程度に完了したと確信し、1986年11月14日に認知プロセスの検証のための法令を発行した。その後、1989年に「ポジティオ」の書類を列聖省に提出し、1990年12月14日に神学者のチームが評価・承認した。列聖省はすぐに1991年6月18日にこれを承認した。モッラは1991年7月6日、ヨハネ・パウロ2世によって、英雄的な美徳に満ちた模範的なキリスト教生活を送ったことが確認され、尊者となった。
モッラの列福は、他のすべての人と同様に、科学や医学が説明できそうにない奇跡、治癒に依存していた。1981年11月30日から1982年1月15日まで、ブラジルのグラジャウでそのような事例が調査された。この間、1986年10月30日から1986年11月までと、1987年8月8日から1987年11月2日までの2回、追加調査が行われた。列聖省は、1991年9月27日、これら3つの調査が終了した時点で、妥当性の判断を下した。医学専門家は1992年3月5日にこの奇跡を承認し、神学者は1992年5月22日にモラの執り成しを訴えた後に治癒がもたらされたことを確認した。列聖省のメンバーは、1992年11月17日にこの2つの機関の調査結果を確認した。ヨハネ・パウロ2世は1992年12月21日にこの癒しを承認し、1994年4月24日にモッラを列福した。
しかし、モッラが聖人の位に上げられるためには、2つ目の奇跡が必要であった。ブラジルのフランカからある事例が寄せられ、2001年5月31日から8月1日まで教区の調査が進められた。この調査が終了すると、列聖省に書類が送られ、列聖省は2002年2月22日にそのプロセスを承認した。2003年4月10日に医学専門家がこの奇跡を承認し、2003年10月17日に神学者、2003年12月16日にCCSのメンバーが続いた。2003年12月20日、ヨハネ・パウロ2世が最終的な承認を与え、2004年2月19日に開催された通常総会で正式に承認された。2004年5月16日、サン・ピエトロ広場でモッラはローマ・カトリック教会の聖人として宣言された。
列聖式には、モッラの夫と子供たちが出席した。夫が妻の列聖に立ち会ったのは初めてのことであった 。
2015年9月、聖人の娘であるジアンナ・エマヌエラ・モッラ博士は、フィラデルフィアで開催された「2015年世界家族会議」において、教皇フランシスコの前で手紙を朗読した。その手紙は、彼女の母親が結婚する少し前に父親に書いたもので、結婚のキリスト教的な美徳を強調し、彼女が「愛の秘跡」と呼ぶものを通して「聖人のような仕方」で神に仕えるよう、父親と自分を夫婦として呼びかけていた。